# Herve
Herve ist eine belgische Kleinstadt in der Wallonischen Region im Herver Land. Sie liegt in der Provinz Lüttich und im Bezirk Verviers.

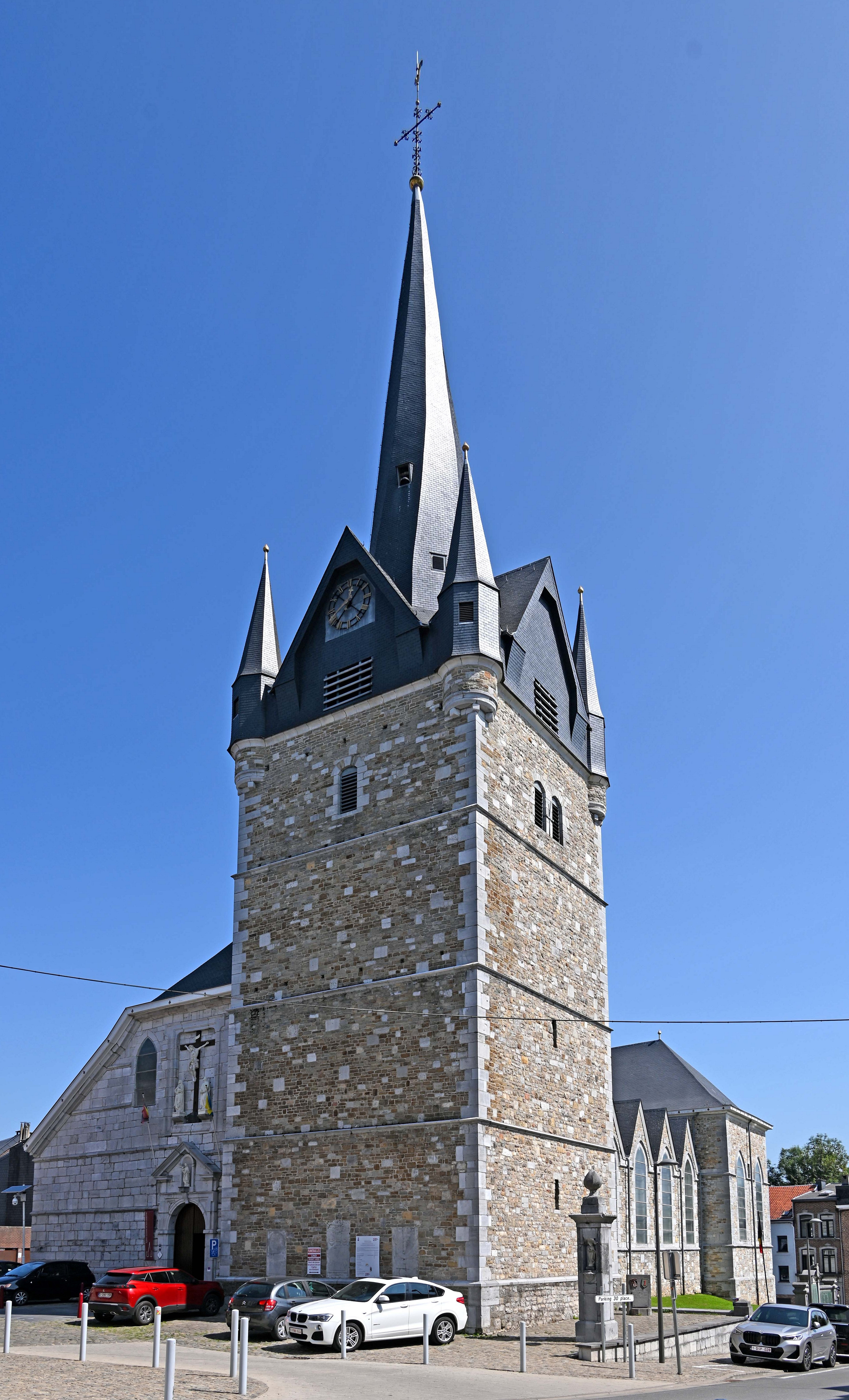
Ortsmitte in Herve mit dem Glockenturm der Kirche Johannes der Täufer

Herve hat 17.850 Einwohner (Stand 1. Januar 2024) und eine Fläche von 56,98 km² (nach anderen Quellen 56,84 km²), einschließlich der 1977 eingemeindeten, ehemals selbständigen Orte Battice, Bolland, Bruyères, Chaineux, Charneux, Grand-Rechain, José, Julémont, Manaihant, Xhendelesse und deren Weiler.
Verviers liegt acht Kilometer südöstlich, Lüttich 15 Kilometer westlich, Maastricht 25 Kilometer nördlich, Aachen 25 Kilometer nordöstlich und die belgische Hauptstadt Brüssel etwa 100 Kilometer westnordwestlich.

## Geschichte
In der Geschichtsschreibung wurde Herve („in pagus hyrvia“) bereits 1005 erwähnt (J.J.Bolly, Charte de Henri II.) Mit Henri II ist wohl König Heinrich II. gemeint, in dessen uns zugänglichen Urkunden aber Herve nicht genannt wird. Die urkundlich gesicherte Geschichte Herves beginnt erst im Jahr 1040, als Besitz in „Harvia“ von König Heinrich III. dem Kloster St. Maria in Münster geschenkt wird (MGH D H III 68). Trotz der größeren Entfernung zwischen Herve und dem Münsterland sind sich die Historiker sicher, dass mit „Harvia“ das belgische Herve gemeint war. Dafür spricht auch, dass sich Heinrich III. weiter um Herve kümmerte, das er bereits 1041 einer Verwandten schenkte (MGH D H III 74). Die mitgenannten Orte im Dreiländereck D-B-NL sichern die Identifizierung mit Herve. Das ist auch in der Urkunde von 1042 der Fall, in der Heinrich III. dem Aachener Marienstift Besitz in Herve und Gemmenich schenkt (MGH D H III 94), den Heinrich IV. dem Marienstift 1059 bestätigt, diesmal in Herve („Haruia“) und dem niederländischen Vaals bei Aachen (MGH DD H IV 1,50). Vom Mittelalter bis zum Ende des 18. Jahrhunderts gehörte die Hochbank Herve als einer der Verwaltungs und Gerichtsbezirke zum Herzogtum Limburg. Bereits im 17. Jahrhundert priesen die Kaufleute aus Herve auf den Messen in Frankfurt und Leipzig ihre regionale Käsespezialität, den Herver Käse im Tausch gegen andere Waren an.

## Verkehrslage
Die nächsten Autobahnabfahrten sind Herve und Battice an der belgischen Autobahn A 3/E 40 sowie Chaineux und Dison an der A 27/E 42.
In Verviers befindet sich der nächste Regionalbahnhof mit Verbindungen nach Brüssel, Lüttich und Aachen.
Die nächsten Regionalflughäfen liegen nahe den Städten Lüttich und Beek, die nächsten internationalen Flughäfen befinden sich in Brüssel, Düsseldorf und Köln.

## Töchter und Söhne der Stadt
- Guillaume Gouvy (1695–1751), Provinzial des Wilhelmitenordens und Prior des Klosters Gräfinthal
- Henri Hanlet (1888–1964), Radrennfahrer, geboren im Ortsteil Xhendelesse
- Joseph Braham (1909–1945), römisch-katholischer Geistlicher, NS-Opfer
- Georges Gramme (1926–1985), ehemaliger Bürgermeister von Herve und belgischer Innenminister

## Weblinks

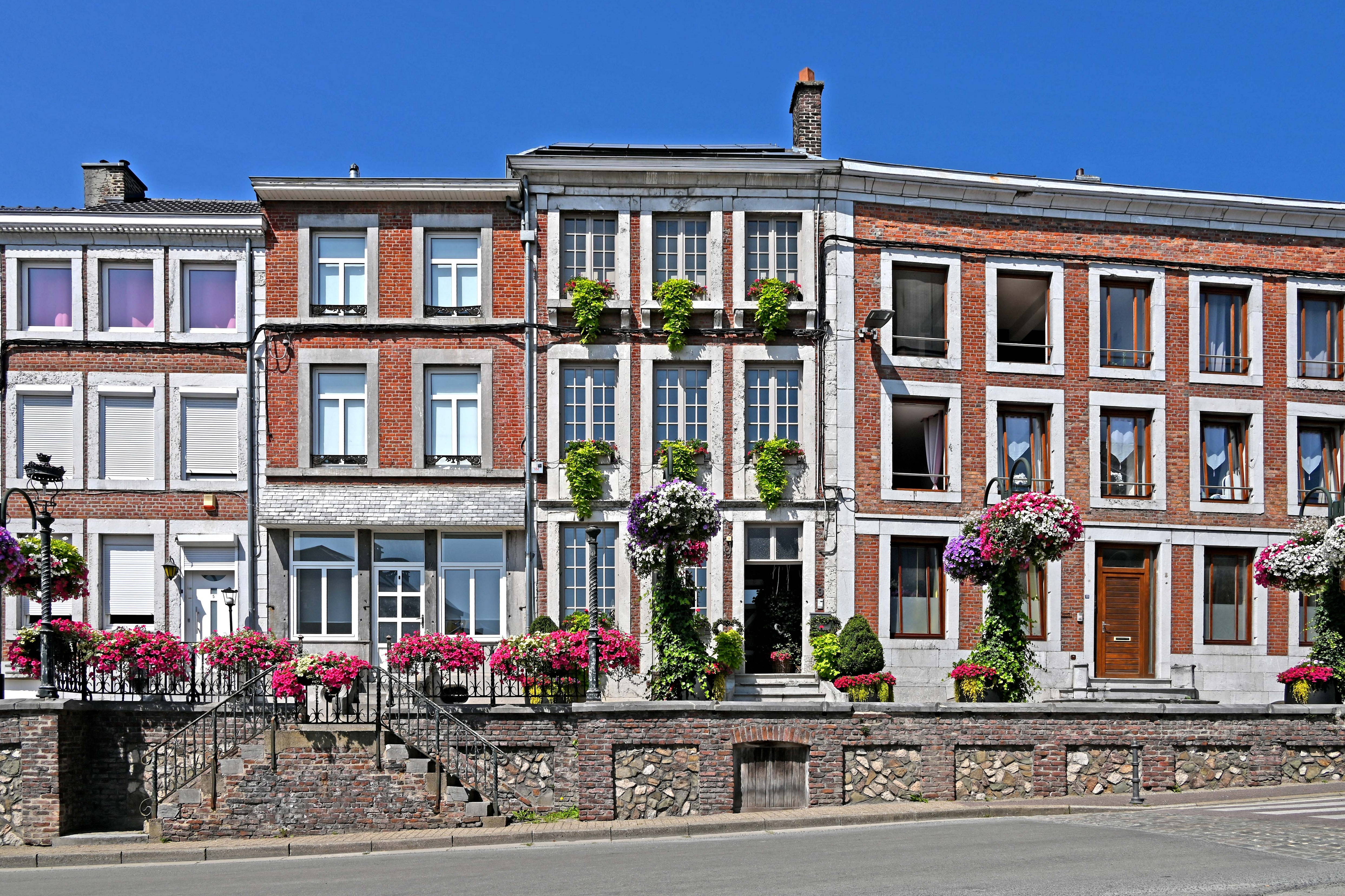
Herve, Rue du Marché
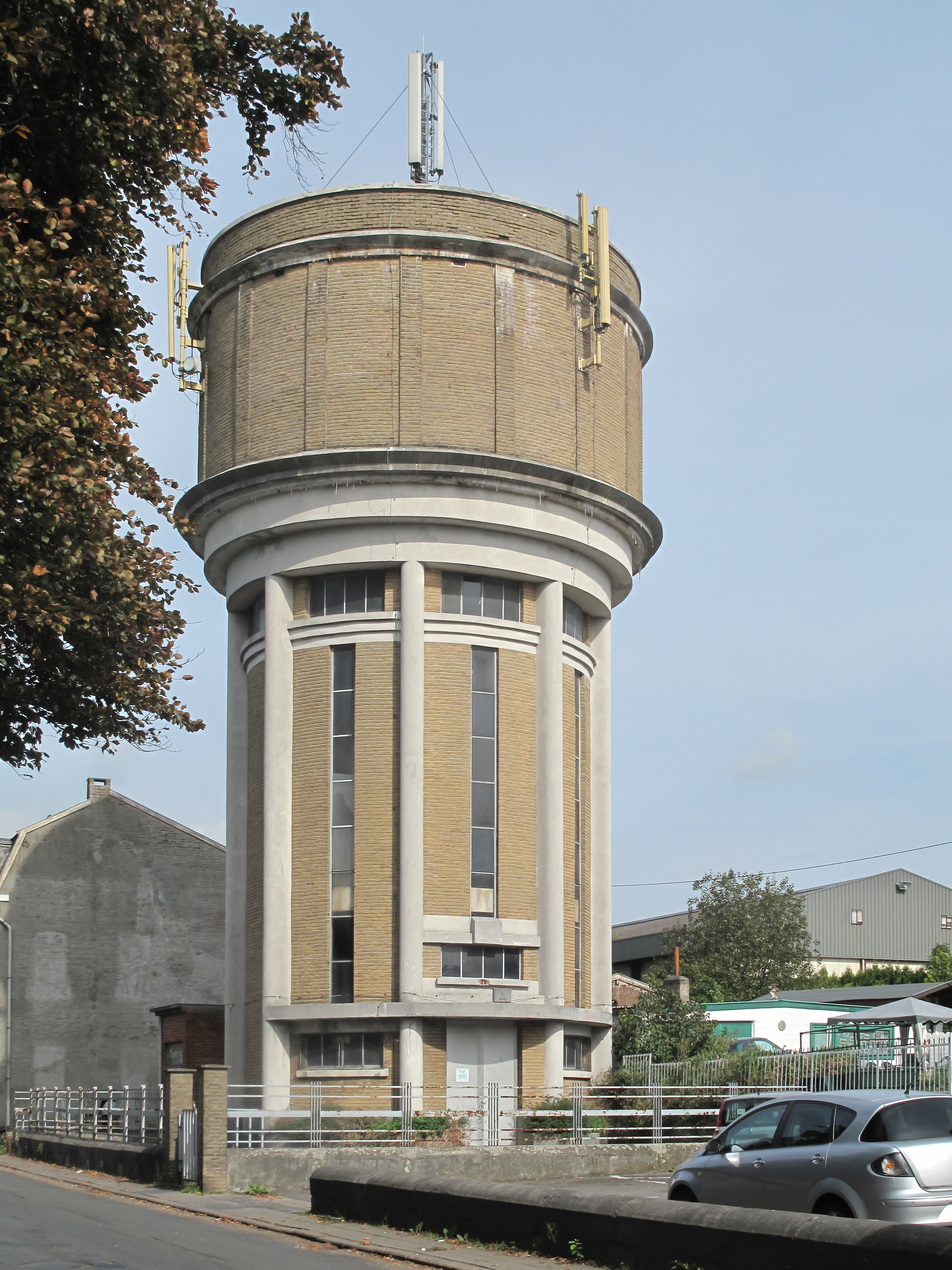
Herve, Wasserturm
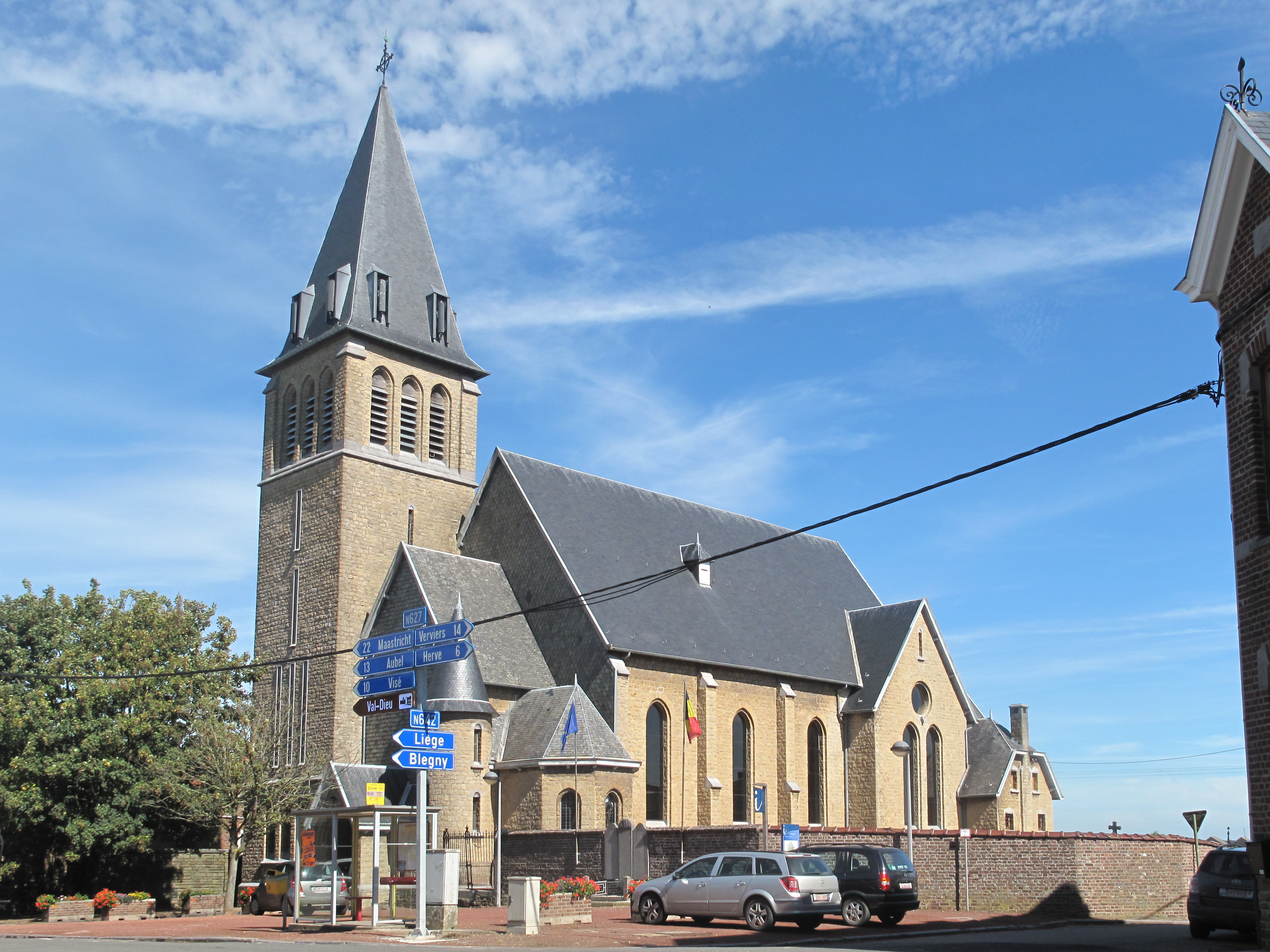
Julémont, Kirche
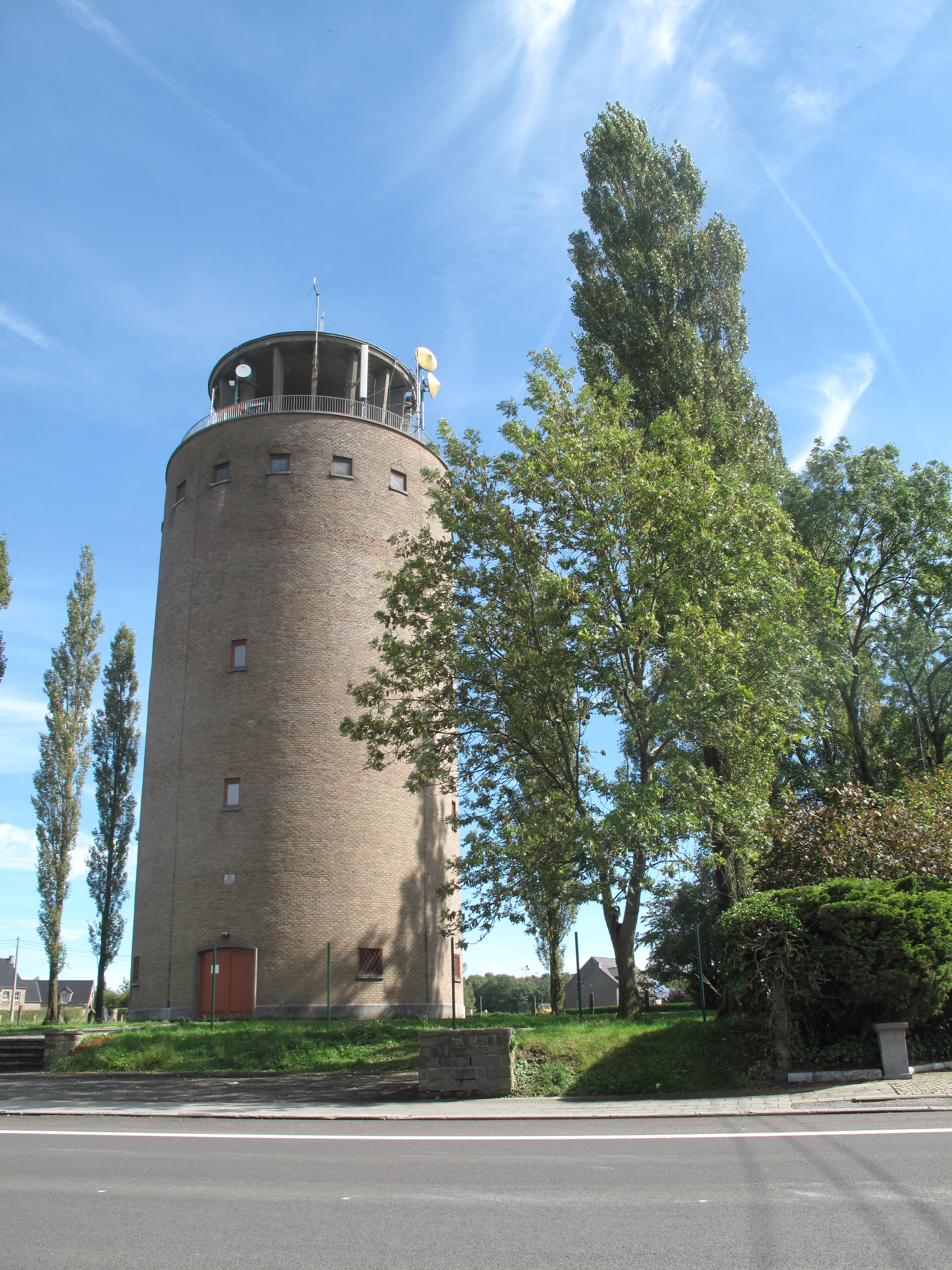
Battice, Wasserturm